# Mélomane
 (mai 2022).
- Si vous ne connaissez pas le sujet, laissez ce bandeau (vous pouvez alors contacter les auteurs).
- Si vous supprimez le contenu mis en cause (vous pouvez préalablement contacter les auteurs),

argumentez précisément cette suppression dans la page de discussion
(un manque de référence n'est pas un argument ; une recherche réelle de référence doit avoir été effectuée, être formellement documentée).
 (mai 2020).

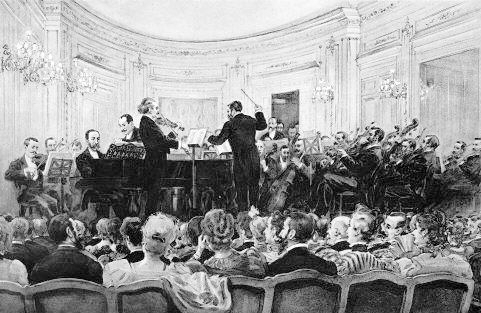
Mélomanes à la salle Pleyel en 1896. Sur scène : Camille Saint-Saëns au piano, Pablo de Sarasate au violon solo, Paul Taffanel à la direction d'orchestre.

Un mélomane est un « amateur de musique », en particulier de musique classique.
Le terme est issu des mots grec melos (chant mélodieux, poème lyrique) et mania (folie, manie). Au sens littéral et étymologique, le terme désigne une personne qui développe une passion pour l'art lyrique. Pour décrire une passion exagérée ou quasi pathologique pour la musique, on peut utiliser le terme musicomane.

## Illustrations
L'amateur passionné d'opéra l'apprécie volontiers comme un compliment, la qualification de « mélomane »  emportant celle d' « expert » ou de « connaisseur » en matière de musique et d'interprétation lyrique.
Mais le terme « mélomane »  et ses dérivés peuvent aussi être utilisés à des fins critiques ou sarcastiques comme par Hector Berlioz qui, dans ses Mémoires, écrit ainsi que l' « on rencontre de bien tristes exemples de mélomanie chez des êtres que tout semblait devoir garantir des atteintes de cette maladie mentale ». Dans cette acceptation, le terme décrit une attitude excessivement tatillonne, voire pédante qui se complait dans la critique et la huée à la moindre fausse note, erreur de rythme ou interprétation.
Cette image est notamment due aux occupants souvent bruyants et irrespectueux du dernier étage d'un théâtre ou d'un opéra. Surnommé le « paradis » ou « poulailler » («piccionaia» en italien : « pigeonnier » ou « pagaille »), cet étage offre traditionnellement les places les moins confortables et les moins chères, parfois vendues en dernière minute. On y trouve les moins nantis, mais aussi les mélomanes qui peuvent le préférer au parterre ou aux balcons pour des raisons économiques et de commodité, pour ceux qui considèrent qu'il constitue la tribune idéale pour parfois impitoyablement et bruyamment se joindre aux claqueurs pour dominer la scène et la foule.

Les mélomanes sont également présents sur la toile en tant que critiques musicaux pour des magazines spécialisés ou les rubriques dédiées de la presse généraliste.

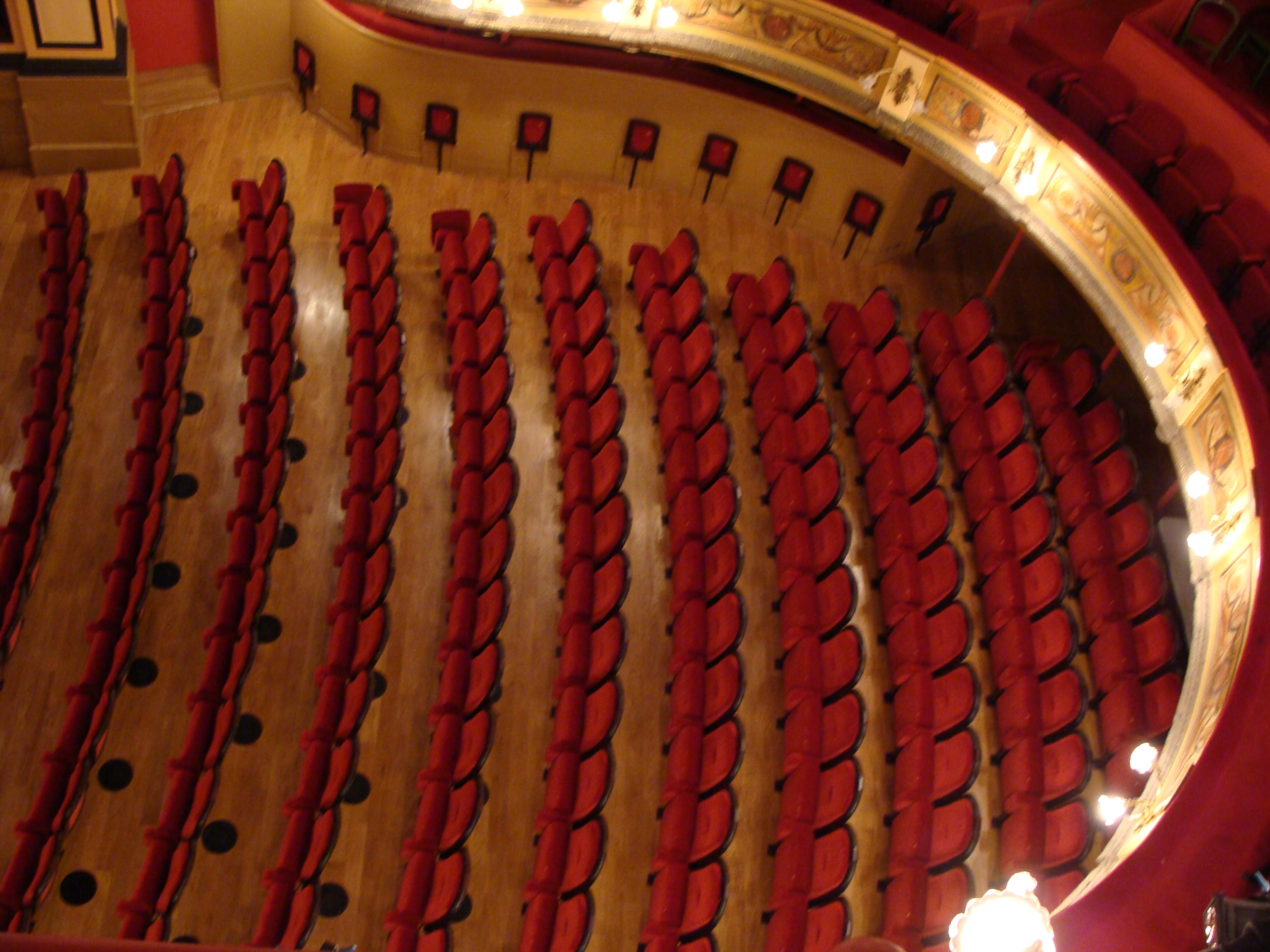
Le parterre vu du poulailler.

## Influence
L'histoire regorge d'exemples d'œuvres, d'interprètes, de musiciens, de chanteurs et de compositeurs acclamés ou hués pour des raisons purement musicales qui peuvent être liées à l'œuvre (appréciation ou rejet, surtout lors d'une création) ou à ses interprètes, mais aussi pour des raisons de pure opportunité (exemple célèbre de la création de Tannhäuser à Paris en 1861), de rivalité ou encore politiques.
Ces foudres n'épargnent personne, surtout en Italie : Renata Tebaldi, Luciano Pavarotti, Carlos Kleiber, Claudio Abbado, Lorin Maazel, Maria Callas (qui quitte la scène de l'opéra de Rome en 1959 alors qu'elle interprète Norma). La soprano Katia Ricciarelli est sévèrement sifflée en 1986 par les « loggionisti » du Teatro alla Scala de Milan, coupable aux yeux du public, d'une faute musicale ou d'une faute de goût (la soprano ayant épousé cette année-là un animateur TV). En 2006, lors d'une représentation d'Aïda toujours à la Scala de Milan, le ténor Roberto Alagna quitte brusquement la scène en pleine représentation, sous les sifflets et les huées des « loggionisti » : l'évènement a été à l'origine d'une longue polémique entre le chanteur et l'administration de la Scala.